# Palača Dverce
Palača Dverce  (prije palača Buratti) palača je u vlasništvu Grada Zagreba, a rabi se za svečana primanja i druge reprezentativne svrhe koje organizira gradonačelnik i Gradska skupština. Nalazi se na Katarininu trgu, na zagrebačkom Gornjem gradu. Zgrada se naslanjala na gradski bedem, a svoj današnji izgled dobila je u 19. stoljeću nakon pregradnji koje je izveo arhitekt Kuno Waidmann. Od 1912. palača služi za svečana primanja nakon što ju je njezina tadašnja vlasnica, kontesa Klotilda Buratti, ostavila Gradu u reprezentativne svrhe.
Nakon izbora Stjepana Mesića za predsjednika Republike 2000. godine, postojala je namjera da se u Palaču Dverce preseli Ured predsjednika Republike Hrvatske, ali to nije provedeno.

## Opis
Trokrilna jednokatna palača tlocrtnog "U" oblika nastala je pregradnjom barokne palače sagrađene na gradskom bedemu polovicom 18. stoljeća. Palača je adaptirana od 1881. do 1883. prema projektima Kune Waidmana za Klotildu Buratti, kćer Ambroza Vranyczanyja, vlasnika palače od 1857. godine. Palača je izrazitog kulturno-povijesnog značenja te graditeljsko-tipološke, arhitektonske i urbanističke vrijednosti.

## Zaštita
Palača Dverce zaštićeno je kulturno dobro.